# مارشال غولدبرغ
مارشال غولدبرغ (بالإنجليزية: Marshall Goldberg) هو لاعب كرة قدم أمريكية وكاتب سيناريو أمريكي، ولد في 25 أكتوبر 1917 في إلكينز في الولايات المتحدة، وتوفي في 3 أبريل 2006 في شيكاغو في الولايات المتحدة.

## وصلات خارجية
- مارشال غولدبرغ على موقع إن إن دي بي (الإنجليزية)